# Pesquisa tabu
A Pesquisa (ou Busca) Tabu é uma Meta-heurística e um procedimento adaptativo auxiliar, que guia um algoritmo de busca local na exploração contínua dentro de um espaço de busca.  
A partir de uma solução inicial, tenta avançar para uma outra solução (melhor que a anterior) na sua vizinhança até que se satisfaça um determinado critério de parada.
O algoritmo de pesquisa tabu foi proposto por Glover [GMN85], na década de 1970 e, é uma técnica muito semelhante à do recozimento simulado.

## Origem do nome
A origem da palavra tabu remonta ao Tongan, um idioma da Polinésia. A palavra era utilizada pelos nativos da ilha Tonga para indicar objetos que não podiam ser tocados por serem sagrados. 
O nome deste método vem das listas tabu, que consistem em listas com soluções não permitidas. Na sua forma mais básica, contém os {\displaystyle n} últimos elementos visitados. Outras listas podem conter soluções proibidas devido a, por exemplo, certos atributos da solução ou movimentos ilegais no contexto do problema.

## Propriedades
A Busca Tabu não é confundida pela ausência de vizinhos aprimorantes, pois o método é construído de forma a evitar o retorno a um ótimo local previamente visitado. Esta característica faz com que o método seja capaz de superar a otimalidade local e atingir um resultado ótimo ou próximo ao ótimo global.

## Métodos Relacionados
- Simulated annealing
- Algoritmos genéticos
- GRASP, ou greedy randomized adaptive search procedure
- Ant colony
- Busca local guiada